# Albert Jacquemin
Pour les articles homonymes, voir Jacquemin.
Albert Jacquemin, né le 15 mars 1847 à Dinan (Côtes-d'Armor) et mort le 22 novembre 1902 à Paris, est un homme politique français.

## Biographie
Albert Victor Antoine Jacquemin est le fils d'Antoine Jacquemin.
Avocat et maire de Dinan, conseiller général et président du conseil général des Côtes-du-Nord, il est député de 1889 à 1902, élu à chaque fois avec des scores écrasants. Il s'est beaucoup intéressé aux justices de paix.[Comment ?]

### Sources
- « Albert Jacquemin », dans le Dictionnaire des parlementaires français (1889-1940), sous la direction de Jean Jolly, PUF, 1960 [détail de l’édition]